# Richared Delicious
Richared Delicious est un cultivar de pommier domestique.

## Pollinisation
Groupe de pollinisation : C.